# Суза, Стив
Стив «Зэтро» Суза (англ. Steve "Zetro" Souza, родился 24 марта 1964 года) — американский музыкант, вокалист, получивший известность благодаря своему пребыванию в составе известной калифорнийской трэш-метал группе Exodus. Также в ранние годы Суза был вокалистом у калифорнийцев Legacy, позже получивших известность как Testament. На данный момент является вокалистом (наряду с Чаком Билли) в группе Dublin Death Patrol и в группе Exodus, в которую он вернулся в 2014 году. Он также поет в дэт/трэш-метал коллективе Tenet, а недавно он представил свой новый трэш-металлический проект Hatriot. Также участник супергруппы Metal Allegiance.

## Биография
Зэтро был фронтменом Exodus с 1986 года вплоть до распада группы в 1993 году. До прихода в Exodus, он был вокалистом Legacy, позже сменивших название на Testament. Суза ушёл из Legacy сразу после ухода Пола Бэйлоффа из Exodus, чтобы занять его место. Вместе с Сузой Legacy успели записать демо. Кроме того, Суза написал практически всю лирику к песням с предстоящего дебютного альбома группы, позже получившей название Testament. В составе Exodus Суза был фронтменом с 1986 вплоть до распада группы в 1993 году. В этот период было записано 4 студийных альбома и один концертный. В 2001 году Суза принял участие в благотворительном концерте Thrash of the Titans в классическом составе Legacy, а также присоединился на сцене к воссоединившимся Exodus, где спел дуэтом с Полом Бэйлоффом. В том же году он участвовал в перезаписи 2-х песен Testament- Alone in the Dark и Reign of Terror, вошедших в сборник First Strike Still Deadly. В 2002 году Зэтро снова присоединился к Exodus, чтобы вновь заменить Бэйлоффа, внезапно скончавшегося от перенесенного инсульта. Вместе с ним в 2004 году был записан первый за 11 лет альбом, получивший название Tempo of the Damned, и который был удостоен множества положительных отзывов. в 2006 году вместе с Чаком Билли и старыми друзьями создает проект Dublin Death Patrol, на данный момент выпустивший два полноформатных альбома, тепло принятых давними поклонниками жанра. В августе 2008 года Зэтро становится фронтменом Tenet — нового проекта бывшего гитариста Strapping Young Lad Джеда Саймона и барабанщика Джина Хоглана (Dark Angel, Death, Testament, Fear Factory, Dethklok). С Сузой Tenet записывает альбом Sovereign (2008). В 2011 году Стив «Зэтро» Суза запускает свой собственный трэш-металлический проект и называет его Hatriot, в составе которого участвуют также его сыновья — Коди и Ник. Дебютный альбом Heroes of Origin выходит в свет в январе 2013 года. В сентябре 2014 года возвращается в Exodus и записывает с ними альбом Blood In, Blood Out.

### Стиль
Голос Зэтро во многом напоминает бывшего вокалиста AC/DC Бона Скотта. Это можно заметить на каверах AC/DC, которые записали Exodus («Overdose» на альбоме Fabulous Disaster 1988 года и «Dirty Deeds Done Dirt Cheap» на Tempo of the Damned 2004 года). Голос Сузы также схож с голосом фронтмена Overkill Бобби «Блитца» Эллсворта.

## Дискография
- 1985 — Legacy — Demo 1
- 1987 — Exodus — Pleasures of the Flesh
- 1988 — Exodus — Fabulous Disaster
- 1990 — Exodus — Impact Is Imminent
- 1991 — Exodus — Good Friendly Violent Fun
- 1992 — Exodus — Force of Habit
- 2001 — Testament — First Strike Still Deadly (два трека — Alone In The Dark и Reign of Terror)
- 2004 — Exodus — Tempo of the Damned
- 2005 — Exodus — Live at the DNA (бутлег)
- 2007 — Dublin Death Patrol — DDP 4 Life
- 2008 — Tenet — Sovereign
- 2012 — Dublin Death Patrol — Death Sentence
- 2013 — Hatriot — Heroes of Origin
- 2014 — Exodus — Blood In, Blood Out
- 2021 — Exodus — Persona Non Grata